# Futbol'nyj Klub Desna Černihiv 2019-2020
Questa voce raccoglie le informazioni riguardanti il Futbol'nyj Klub Desna Černihiv nelle competizioni ufficiali della stagione 2019-2020.

## Stagione
Nella stagione 2019-2020 il Desna Černihiv ha disputato la Prem'er-Liha, massima serie del campionato ucraino di calcio, terminando la stagione al quarto posto con 56 punti conquistati in 32 giornate, frutto di 17 vittorie, 5 pareggi e 10 sconfitte. La squadra si è qualificata per l'Europa League per il Terzo turno di qualificazione per la stagione 2020-2021, diventando la miglior stagione disputata dalla squadra Černihiv, dalla sua fondazione.

## Rosa
| N. |                    | Ruolo | Calciatore            |
| -- | ------------------ | ----- | --------------------- |
| 4  | Estonia (bandiera) | D     | Joonas Tamm           |
| 5  | Ucraina (bandiera) | D     | Vitalij Jermakov      |
| 7  | Ucraina (bandiera) | C     | Vladyslav Ohirja      |
| 8  | Ucraina (bandiera) | C     | Andrij Dombrovs'kyj   |
| 9  | Georgia (bandiera) | C     | Levan Arveladze       |
| 10 | Ucraina (bandiera) | C     | Oleksandr Filippov    |
| 11 | Ucraina (bandiera) | C     | Vladyslav Kalytvyncev |
| 12 | Ucraina (bandiera) | C     | Jehor Kartušov        |
| 13 | Ucraina (bandiera) | A     | Dmytro Chl'obas       |
| 16 | Ucraina (bandiera) | C     | Jevhenij Belyč        |
| 17 | Ucraina (bandiera) | C     | Andrij Hitčenko       |
| 18 | Ucraina (bandiera) | C     | Vitalij Pryndeta      |
| 19 | Ucraina (bandiera) | C     | Artem Favorov         |
| 20 | Ucraina (bandiera) | C     | Andrij Totovyc'kyj    |
| 22 | Ucraina (bandiera) | D     | Andrij Mostovyj       |

| N. |                    | Ruolo | Calciatore        |
| -- | ------------------ | ----- | ----------------- |
| 25 | Ucraina (bandiera) | C     | Oleksij Huculjak  |
| 26 | Ucraina (bandiera) | D     | Juchym Konoplja   |
| 27 | Ucraina (bandiera) | C     | Serhij Staren'kyj |
| 28 | Ucraina (bandiera) | A     | Pylyp Budkivs'kyj |
| 32 | Ucraina (bandiera) | C     | Maksym Imerekov   |
| 43 | Ucraina (bandiera) | C     | Artur Zapadnja    |
| 44 | Ucraina (bandiera) | P     | Jevhen Past       |
| 45 | Ucraina (bandiera) | C     | Denys Favorov     |
| 72 | Ucraina (bandiera) | P     | Ihor Lytovka      |
| 77 | Ucraina (bandiera) | A     | Maksym Dehtjar'ov |
| 77 | Ucraina (bandiera) | C     | Orest Kuzyk       |
| 90 | Ucraina (bandiera) | C     | Andrij Bohdanov   |
|    | Ucraina (bandiera) | C     | Renat Mochulyak   |
|    | Ucraina (bandiera) | A     | Illja Ševcov      |

## Calciomercato

### Sessione estiva (dall'1/9 al 5/10)
| Acquisti         | Acquisti                | Acquisti             | Acquisti      |
| R.               | Nome                    | da                   | Modalità      |
| ---------------- | ----------------------- | -------------------- | ------------- |
| C                | Vladyslav Kalytvyncev   | Arsenal Kiev         | svincolato    |
| C                | Vitalij Pryndeta        | SKA-Chabarovsk       | svincolato    |
| D                | Artur Zapadnja          | Volyn'               | svincolato    |
| C                | Orest Kuzyk             | PAS Giannina         | prestito      |
| C                | Andrij Dombrovs'kyj     | Arsenal Kiev         | svincolato    |
| A                | Illja Ševcov            | Šachtar              | svincolato    |
| P                | Kostjantyn Machnovs'kyj | Olimpik Donec'k      | fine prestito |
| D                | Vitalij Jermakov        | Avanhard Kramators'k | fine prestito |
| C                | Maksym Banasevych       | Kolos Kovalivka      | fine prestito |
| C                | Ihor Kiriyenko          | Avanhard Kramators'k | fine prestito |
| D                | Juchym Konoplja         | Šachtar              | prestito      |
| A                | Maksym Dehtjar'ov       | Olimpik Donec'k      | prestito      |
| Altre operazioni |                         |                      |               |
| R.               | Nome                    | da                   | Modalità      |

| Cessioni         | Cessioni                | Cessioni        | Cessioni      |
| R.               | Nome                    | a               | Modalità      |
| ---------------- | ----------------------- | --------------- | ------------- |
| C                | Temur Parcvanija        | -               | svincolato    |
| A                | Mychajlo Serhijčuk      | Ventspils       | definitivo    |
| P                | Kostjantyn Machnovs'kyj | Ventspils       | definitivo    |
| C                | Mychajlo Kozak          | Shevardeni-1906 | definitivo    |
| D                | Dmytro Njemčaninov      | Ruch L'viv      | definitivo    |
| D                | Andrij Slinkin          | Mykolaïv        | definitivo    |
| C                | Andrij Jakymiv          | Kaposvár        | definitivo    |
| C                | Maksym Banasevych       | Ruch L'viv      | definitivo    |
| D                | Serhij Ljul'ka          | L'viv           | definitivo    |
| A                | Denys Bezborod'ko       | Šachtar         | fine prestito |
| A                | Vadim Vovtruk           | Dinaz Vyšhorod  | prestito      |
| A                | Oleksandr Volkov        | Kolos Kovalivka | prestito      |
| Altre operazioni |                         |                 |               |
| R.               | Nome                    | a               | Modalità      |

### Sessione invernale (dal 4/1 all'1/2)
| Acquisti         | Acquisti           | Acquisti      | Acquisti   |
| R.               | Nome               | da            | Modalità   |
| ---------------- | ------------------ | ------------- | ---------- |
| C                | Levan Arveladze    | Zorja         | svincolato |
| A                | Pylyp Budkivs'kyj  | Zorja         | svincolato |
| C                | Oleksij Huculjak   | Karpaty       | svincolato |
| C                | Andriy Totovytskyi | Šachtar       | svincolato |
| D                | Joonas Tamm        | Flora Tallinn | svincolato |
| Altre operazioni |                    |               |            |
| R.               | Nome               | da            | Modalità   |

| Cessioni         | Cessioni          | Cessioni         | Cessioni      |
| R.               | Nome              | a                | Modalità      |
| ---------------- | ----------------- | ---------------- | ------------- |
| C                | Artem Favorov     | Puskás Akadémia  | definitivo    |
| C                | Andrij Bohdanov   | Kolos Kovalivka  | definitivo    |
| C                | Vitalij Pryndeta  | Volyn'           | definitivo    |
| C                | Renat Mochulyak   | Sfîntul Gheorghe | prestito      |
| A                | Maksym Dehtjar'ov | Olimpik Donec'k  | fine prestito |
| A                | Illja Ševcov      | Desna-2 Černihiv | prestito      |
| Altre operazioni |                   |                  |               |
| R.               | Nome              | a                | Modalità      |

## Risultati

### Kubok Ukraïny

#### Ottavi di finale
| Arbitro: | Oleksandr Shandor |

|                               |           |                                |
| Sondey 18’ Voytsekhovskyi 61’ | Marcatori | Kartušov 20’ Filippov 34’, 64’ |

| Arbitro: | Aranovs'kyj |

|  |           |                  |
|  | Marcatori | 64’ (rig.) Vasin |

## Statistiche

### Statistiche di squadra
| Competizione  | Punti | In casa | In casa | In casa | In casa | In casa | In casa | In trasferta | In trasferta | In trasferta | In trasferta | In trasferta | In trasferta | Totale | Totale | Totale | Totale | Totale | Totale | DR  |
| Competizione  | Punti | G       | V       | N       | P       | Gf      | Gs      | G            | V            | N            | P            | Gf           | Gs           | G      | V      | N      | P      | Gf     | Gs     | DR  |
| ------------- | ----- | ------- | ------- | ------- | ------- | ------- | ------- | ------------ | ------------ | ------------ | ------------ | ------------ | ------------ | ------ | ------ | ------ | ------ | ------ | ------ | --- |
| Prem'er-Liha  | 56    | 16      | 7       | 3       | 6       | 24      | 17      | 16           | 10           | 2            | 4            | 35           | 16           | 32     | 17     | 5      | 10     | 59     | 33     | +14 |
| Kubok Ukraïny | -     | 1       | 0       | 0       | 1       | 0       | 1       | 1            | 1            | 0            | 0            | 4            | 2            | 0      | 1      | 2      | 1      | 4      | 2      | -2  |
| Totale        | -     | 17      | 7       | 3       | 7       | 24      | 18      | 17           | 11           | 2            | 4            | 39           | 18           | 32     | 18     | 7      | 11     | 63     | 35     | +12 |

### Andamento in campionato
| Giornata  | 1 | 2 | 3 | 4 | 5 | 6 | 7 | 8 | 9 | 10 | 11 | 12 | 13 | 14 | 15 | 16 | 17 | 18 | 19 | 20 | 21 | 22 | 23 | 24 | 25 | 26 | 27 | 28 | 29 | 30 | 31 | 32 |
| --------- | - | - | - | - | - | - | - | - | - | -- | -- | -- | -- | -- | -- | -- | -- | -- | -- | -- | -- | -- | -- | -- | -- | -- | -- | -- | -- | -- | -- | -- |
| Luogo     | C | C | T | C | T | C | T | C | T | C  | T  | T  | T  | C  | T  | C  | T  | C  | T  | C  | T  | C  | T  | T  | T  | T  | C  | C  | C  | T  | C  | T  |
| Risultato | P | V | V | N | V | N | V | P | V | V  | P  | V  | V  | N  | P  | V  | V  | P  | P  | V  | V  | V  | N  | V  | P  | V  | P  | V  | V  | P  | P  | N  |
| Posizione | 7 | 8 | A | 3 | 2 | 2 | 2 | 2 | 2 | 2  | 3  | 3  | 3  | 3  | 4  | 4  | 3  | 4  | 4  | 4  | 4  | 4  | 4  | 3  | 4  | 3  | 4  | 4  | 2  | 4  | 4  | 4  |

Legenda:

Luogo: C = Casa; T = Trasferta. Risultato: V = Vittoria; N = Pareggio; P = Sconfitta.

### Statistiche dei giocatori
Sono in corsivo i calciatori che hanno lasciato la società a stagione in corso.
| Giocatore       | Perša Liha | Perša Liha | Perša Liha  | Perša Liha | Coppa Ucraina | Coppa Ucraina | Coppa Ucraina | Coppa Ucraina | Totale   | Totale | Totale      | Totale     |
| Giocatore       | Presenze   | Reti       | Ammonizioni | Espulsioni | Presenze      | Reti          | Ammonizioni   | Espulsioni    | Presenze | Reti   | Ammonizioni | Espulsioni |
| --------------- | ---------- | ---------- | ----------- | ---------- | ------------- | ------------- | ------------- | ------------- | -------- | ------ | ----------- | ---------- |
| L. Arveladze    | 11         | 1          | 0           | 0          | 1             | 0             | 0             | 0             | 12       | 1      | 0           | 0          |
| J. Belyč        | 1          | 0          | 0           | 0          | 0             | 0             | 0             | 0             | 1        | 0      | 0           | 0          |
| A. Bohdanov     | 11         | 0          | 0           | 0          | 1             | 0             | 0             | 0             | 12       | 0      | 0           | 0          |
| P. Budkivs'kyj  | 11         | 1          | 0           | 0          | 1             | 0             | 0             | 0             | 12       | 1      | 0           | 0          |
| D. Chl'obas     | 20         | 7          | 0           | 0          | 1             | 0             | 0             | 0             | 21       | 7      | 0           | 0          |
| A. Dombrovs'kyj | 17         | 0          | 0           | 0          | 1             | 0             | 0             | 0             | 18       | 0      | 0           | 0          |
| A. Favorov      | 16         | 1          | 0           | 0          | 1             | 0             | 0             | 0             | 17       | 1      | 0           | 0          |
| D. Favorov      | 31         | 8          | 0           | 0          | 2             | 0             | 0             | 0             | 33       | 8      | 0           | 0          |
| O. Filippov     | 30         | 16         | 0           | 0          | 1             | 0             | 0             | 0             | 31       | 16     | 0           | 0          |
| A. Hitčenko     | 31         | 3          | 0           | 0          | 1             | 0             | 0             | 0             | 32       | 3      | 0           | 0          |
| O. Huculjak     | 4          | 0          | 0           | 0          | 0             | 0             | 0             | 0             | 4        | 0      | 0           | 0          |
| M. Imerekov     | 25         | 2          | 0           | 0          | 1             | 0             | 0             | 0             | 26       | 2      | 0           | 0          |
| V. Jermakov     | 10         | 0          | 0           | 0          | 2             | 0             | 0             | 0             | 12       | 0      | 0           | 0          |
| V. Kalytvyncev  | 26         | 6          | 0           | 0          | 2             | 0             | 0             | 0             | 28       | 6      | 0           | 0          |
| J. Kartušov     | 31         | 2          | 0           | 0          | 2             | 2             | 0             | 0             | 33       | 4      | 0           | 0          |
| J. Konoplja     | 22         | 0          | 0           | 0          | 2             | 0             | 0             | 0             | 24       | 0      | 0           | 0          |
| O. Kuzyk        | 20         | 1          | 0           | 0          | 1             | 0             | 0             | 0             | 21       | 1      | 0           | 0          |
| I. Lytovka      | 2          | 0          | 0           | 0          | 1             | 0             | 0             | 0             | 3        | 0      | 0           | 0          |
| R. Mochulyak    | 0          | 0          | 0           | 0          | 0             | 0             | 0             | 0             | 0        | 0      | 0           | 0          |
| A. Mostovyj     | 29         | 0          | 0           | 0          | 1             | 0             | 0             | 0             | 30       | 0      | 0           | 0          |
| V. Ohirja       | 28         | 0          | 0           | 0          | 0             | 0             | 0             | 0             | 28       | 0      | 0           | 0          |
| P. Past         | 30         | 0          | 0           | 0          | 1             | 0             | 0             | 0             | 31       | 0      | 0           | 0          |
| V. Pryndeta     | 1          | 0          | 0           | 0          | 1             | 0             | 0             | 0             | 2        | 0      | 0           | 0          |
| I. Ševcov       | 0          | 0          | 0           | 0          | 0             | 0             | 0             | 0             | 0        | 0      | 0           | 0          |
| S. Staren'kyj   | 8          | 1          | 0           | 0          | 1             | 0             | 0             | 0             | 9        | 1      | 0           | 0          |
| J. Tamm         | 13         | 1          | 0           | 0          | 1             | 0             | 0             | 0             | 14       | 1      | 0           | 0          |
| A. Totovyc'kyj  | 12         | 4          | 0           | 0          | 1             | 0             | 0             | 0             | 13       | 4      | 0           | 0          |
| A. Zapadnja     | 7          | 0          | 0           | 0          | 0             | 0             | 0             | 0             | 7        | 0      | 0           | 0          |